# Telstar 14R
O Telstar 14R (também conhecido como Estrela do Sul 2) é um satélite de comunicação geoestacionário construído pela Space Systems/Loral (SS/L), ele está localizado na posição orbital de 63 graus de longitude oeste e é administrado pela Telesat Canada, com sede em Ottawa, Canadá. O satélite foi baseado na plataforma LS-1300 e sua vida útil estimada é de 15 anos.

## História
O Telstar 14R foi concebido para substituir o Estrela do Sul 1/Telstar 14, cujo, painel solar norte não conseguiu abrir após o seu lançamento, o que limitou a eficácia da missão. Infelizmente o Telstar 14R experimentou também o mesmo problema, pois, o seu painel solar norte não abriu totalmente, mas já está em operação apesar dessa falha.
O operador provavelmente será capaz de utilizar 60% da sua capacidade e operar o mesmo durante 12 anos em órbita, apesar do problema, que que será permanente. De acordo com essas estimativas, o Telstar-14R vai oferecer 20% mais capacidade do que o original Telstar 14/Estrela do Sul 1 que se destina a substituir, o que em si foi atingido por uma semelhante disposição solar implantação anomalia em 2004.
O Estrela do Sul 1/Telstar 14 e o Estrela do Sul 2/Telstar 14R foram construídos com base no modelo LS-1300, e tinha massa de lançamento de cerca de 5000 kg.

## Lançamento
O satélite foi lançado com sucesso ao espaço no dia 20 de maio de 2011, às 19:15:19 UTC, por meio de um veículo da International Launch Services Proton-M/Briz-M a partir do Cosmódromo de Baikonur, no Cazaquistão. Ele tinha uma massa de lançamento de 5.000 kg.

## Capacidade e cobertura
O Telstar 14R é equipado com 46 transponders em banda Ku ativos, dos quais 27 serão fixos e 19 comutável cobrindo o Brasil, o território continental dos Estados Unidos (incluindo o Golfo do México e o norte do Caribe), o Cone Sul da América do Sul, a região Andina (incluindo a América Central e Sul do Caribe), e o norte do Oceano Atlântico. O satélite não conseguiu implantar plenamente o seu painel solar norte e provavelmente vai ser capaz de usar apenas 60 por cento da sua capacidade e operar só por 12 anos em órbita.